# Сейхан (річка)
Сейхан (тур. Seyhan Nehri) — річка в Туреччині. Довжина річки становить 560 км. Басейн охоплює територію в 20600 км².
Сейхан бере початок біля гори Тахтала в провінції Сівас. Висота витоку — 1500 м над рівнем моря.
 Має ряд великих приток. Впадає в Середземне море біля мису Делі, володіє добре розвиненою дельтою.
У пониззі річки побудовані кілька гребель для зрошення і вироблення електроенергії. Річка з зимовим паводком, з максимумом у листопаді-грудні. Найнижчий рівень води в річці влітку, в період з серпня по вересень.

## Каскад ГЕС
На річці розсташовані: ГЕС Kuşaklı, ГЕС Кепрю, ГЕС Кавшак-Бенді, ГЕС Єдігезе-Санібей, ГЕС Менташ, ГЕС Çatalan, ГЕС Сейхан, ГЕС Сейхан 2.